# Rostpannad kungsfiskare
Rostpannad kungsfiskare (Todiramphus winchelli) är en skogslevande, hotad fågel i familjen kungsfiskare som förekommer i Filippinerna.

## Utseende och läte
Rostpannad kungsfiskare är en medelstor (25 cm) kungsfiskare. Hanen har en kraftig, svartaktig näbb med ljust längst in på undre näbbhalvan. Undersidan är vit, ovansidan blåglansigt svartaktig, på hjässa och övergump lysande blå. På huvudet syns en stor tygelfläck och rostfärgad halskrage. Honan liknar hanen men har beigeorange anstrykning på bröst och flanker. De olika underarterna skiljer sig i mängden beige på undersidan och blå på ovansidan. Lätet består av en dalande och avtagande snabb serie med korta klara visslingar, vanligen yttrad tidiga morgnar.

## Utbredning och systematik
Rostpannad kungsfiskare förekommer i Filippinerna och delas in i fem underarter med följande utbredning:
- Todiramphus winchelli nigrorum – förekommer på Bohol, Cebu, Negros, Samar, Siquijor, Leyte, Biliran
- Todiramphus winchelli nesydrionetes – förekommer i centrala Filippinerna (Romblon, Sibuyan och Tablas)
- Todiramphus winchelli mindanensis – förekommer på Mindanao (södra Filippinerna)
- Todiramphus winchelli winchelli – förekommer på Basilan (södra Filippinerna)
- Todiramphus winchelli alfredi – förekommer i Suluarkipelagen (Bongao, Jolo, Papahag och Tawitawi)

## Status och hot
Rostpannad kungsfiskare har en liten världspopulation bestående av uppskattningsvis endast 2 500–10 000 vuxna individer. Den tros också minska i antal till följd av habitatförlust. Den är därför upptagen på internationella naturvårdsunionen IUCN:s röda lista över hotade arter, kategoriserad som sårbar (VU).

## Namn
Fågelns vetenskapliga artnamn hedrar Newton Horace Winchell (1839–1914), amerikansk geolog och arkeolog.